# Baranis
Baranis (o al-Baranis) fou un dels dos grans grups amazics que pren el nom de l'ancestre Burnus. L'altre grup foren els Butr.
Segons Ibn Khaldun del grup formaren part set grans pobles: els Awraba, els Adjisa, els Azdadja, els Masmuda-Ghumara, els Kutama-Zawawa, els Sanhadja i els Hawwara. Dels tres últims grups la seva pertinença és discutida.
El seu lloc d'origen fou l'Aurès, el Constantinès del nord i les dues Kabílies. Quan es va produir la invasió àrab fou el cap dels Awraba, Kosayla, el que va agafar la direcció de la resistència però foren expulsats de l'Aurès a la mort del seu cap, i es van establir al nord del Marroc entre les muntanyes Zarhun i el riu Wargha. Des d'aquí alguns grups es van establir al llarg dels segles a altres llocs del Marroc, a Algèria i a la península Ibèrica.